# Monte Ceneri (trein)
De Monte Ceneri is een internationale EuroCity-trein op het traject Milaan - Zürich. De trein is vernoemd naar een berg tussen Bellinzona en Lugano waar de trein via een tunnel doorheen rijdt.
De Monte Ceneri is een van de Eurocity-treinen tussen Italië en Zwitserland die door Cisalpino worden geëxploiteerd. De trein heeft dezelfde route als de vroegere TEE Ticino, maar heeft meer tussenstops.

## Route en dienstregeling
| ZM | land        | station         | km  | MZ |
| -- | ----------- | --------------- | --- | -- |
|    | Zwitserland | Zürich          | 0   |    |
|    | Zwitserland | Arth Goldau     |     |    |
|    | Zwitserland | Göschenen       |     |    |
|    | Zwitserland | Bellinzona      |     |    |
|    | Zwitserland | Lugano          | 216 |    |
|    | Zwitserland | Chiasso         |     |    |
|    | Italië      | Como            | 247 |    |
|    | Italië      | Milano Centrale | 293 |    |